# Liste des ducs de Champagne
 (avril 2008).
Si vous disposez d'ouvrages ou d'articles de référence ou si vous connaissez des sites web de qualité traitant du thème abordé ici, merci de compléter l'article en donnant les références utiles à sa vérifiabilité et en les liant à la section « Notes et références ».

## Ducs de Champagne
Au cours des dynasties mérovingiennes et capétiennes, quelques ducs de Champagne nous sont connus. Le duché semble avoir été créé en joignant les civitas de Reims, Châlons-sur-Marne, Laon et Troyes. À la fin du VIIe siècle et au début du VIIIe, la Champagne était contrôlée par les Arnulfiens et notamment par Drogon, fils de Pépin de Herstal.
- Loup (Lupus)[1], premier duc connu, avant 571 et avant 584 ;
- Wintrio (avant 584-598) ;
- Waimer (avant 675-678) ;
- Drogon[2] (695-708), fils de Pépin de Herstal
- Grimoald[3] (708-714), frère du précédent.

Il faut aussi prendre en considération les noms figurant sur les monnaies mérovingiennes troyennes à savoir :
- Gennulf Ier ;
- Bérégisile ;
- Bertrand ;
- Virogund ;
- Audolène ;
- Concesse ;
- Mummolin ;
- Fredebert (probablement évêque de Troyes entre Aldebert et Gaucher)  ;
- Ilfie ;
- Fimo […] ;
- Léon ;
- Gennulf II.